# US Open 1993
Die 113. US Open 1993 fanden vom 30. August bis zum 12. September 1993 im USTA Billie Jean King National Tennis Center im Flushing-Meadows-Park in New York statt.
Titelverteidiger im Einzel waren Stefan Edberg bei den Herren sowie Monica Seles bei den Damen. Im Herrendoppel waren dies Jim Grabb und Richey Reneberg, im Damendoppel Gigi Fernández und Natallja Swerawa, im Mixed Nicole Provis und Mark Woodforde. Kein einziger Titel konnte verteidigt werden. Edberg scheiterte bereits in Runde zwei und Monica Seles konnte nicht am Turnier teilnehmen, nachdem im Verlauf des Jahres ein Attentat auf sie verübt worden war.
Im Herreneinzel besiegte Pete Sampras im Finale den Franzosen Cédric Pioline. Es war sein zweiter Triumph bei den US Open und sein dritter von insgesamt 14 Grand-Slam-Titeln. Damit verdrängte er Jim Courier erneut von der Spitze der Weltrangliste.
Bei den Damen bezwang Steffi Graf im Endspiel Helena Suková. Es war Grafs dritter Triumph bei den US Open und ihr insgesamt 15. Grand-Slam-Titel.

## Herreneinzel
Sieger:  Pete Sampras
Finalgegner:  Cédric Pioline
Endstand: 6:4, 6:4, 6:3
Setzliste
| Nr. | Spieler          | Erreichte Runde |
| --- | ---------------- | --------------- |
| 01. | Jim Courier      | Achtelfinale    |
| 02. | Pete Sampras     | Sieg            |
| 03. | Stefan Edberg    | 2. Runde        |
| 04. | Boris Becker     | Achtelfinale    |
| 05. | Sergi Bruguera   | 1. Runde        |
| 06. | Michael Stich    | 1. Runde        |
| 07. | Michael Chang    | Viertelfinale   |
| 08. | Andrij Medwedjew | Viertelfinale   |

| Nr. | Spieler          | Erreichte Runde |
| --- | ---------------- | --------------- |
| 09. | Petr Korda       | 1. Runde        |
| 10. | Richard Krajicek | Achtelfinale    |
| 11. | Goran Ivanišević | 2. Runde        |
| 12. | Thomas Muster    | Viertelfinale   |
| 13. | Ivan Lendl       | 1. Runde        |
| 14. | Alexander Wolkow | Halbfinale      |
| 15. | Cédric Pioline   | Finale          |
| 16. | Andre Agassi     | 1. Runde        |

## Dameneinzel
Siegerin:  Steffi Graf
Finalgegnerin:  Helena Suková
Endstand: 6:3, 6:3
Setzliste
| Nr. | Spielerin               | Erreichte Runde |
| --- | ----------------------- | --------------- |
| 01. | Steffi Graf             | Sieg            |
| 02. | Arantxa Sánchez Vicario | Halbfinale      |
| 03. | Martina Navratilova     | Achtelfinale    |
| 04. | Conchita Martínez       | Achtelfinale    |
| 05. | Gabriela Sabatini       | Viertelfinale   |
| 06. | Mary Joe Fernández      | Rückzug         |
| 07. | Jennifer Capriati       | 1. Runde        |
| 08. | Jana Novotná            | Achtelfinale    |

| Nr. | Spielerin                 | Erreichte Runde |
| --- | ------------------------- | --------------- |
| 09. | Anke Huber                | 3. Runde        |
| 10. | Magdalena Maleewa         | Achtelfinale    |
| 11. | Manuela Maleeva-Fragniere | Halbfinale      |
| 12. | Helena Suková             | Finale          |
| 13. | Mary Pierce               | Achtelfinale    |
| 14. | Nathalie Tauziat          | Achtelfinale    |
| 15. | Amanda Coetzer            | 3. Runde        |
| 16. | Zina Garrison-Jackson     | 3. Runde        |

## Herrendoppel
Sieger:  Ken Flach und  Rick Leach
Finalgegner:  Karel Nováček und  Martin Damm
Endstand: 6:73, 6:4, 6:2
Setzliste
| Nr. | Paarung                             | Erreichte Runde |
| --- | ----------------------------------- | --------------- |
| 01. | Todd Woodbridge Mark Woodforde      | Achtelfinale    |
| 02. | Patrick McEnroe Richey Reneberg     | Achtelfinale    |
| 03. | Grant Connell Patrick Galbraith     | 2. Runde        |
| 04. | Jacco Eltingh Paul Haarhuis         | 2. Runde        |
| 05. | Mark Kratzmann Wally Masur          | 2. Runde        |
| 06. | Tom Nijssen Cyril Suk               | Achtelfinale    |
| 07. | Luke Jensen Murphy Jensen           | 2. Runde        |
| 08. | Sergio Casal Emilio Sánchez Vicario | 1. Runde        |

| Nr. | Paarung                        | Erreichte Runde |
| --- | ------------------------------ | --------------- |
| 09. | Steve DeVries David Macpherson | 2. Runde        |
| 10. | Jared Palmer Jonathan Stark    | 1. Runde        |
| 11. | Danie Visser Laurie Warder     | 1. Runde        |
| 12. | Ken Flach Rick Leach           | Sieg            |
| 13. | Glenn Michibata David Pate     | 1. Runde        |
| 14. | Shelby Cannon Scott Melville   | 1. Runde        |
| 15. | David Adams Andrei Olchowski   | Halbfinale      |
| 16. | Hendrik Jan Davids Piet Norval | 2. Runde        |

## Damendoppel
Siegerinnen:  Arantxa Sánchez Vicario und  Helena Suková
Finalgegnerinnen:  Amanda Coetzer und  Inés Gorrochategui
Endstand: 6:4, 6:2
Setzliste
| Nr. | Paarung                                  | Erreichte Runde |
| --- | ---------------------------------------- | --------------- |
| 01. | Gigi Fernández Natallja Swerawa          | Halbfinale      |
| 02. | Larisa Neiland Jana Novotná              | 2. Runde        |
| 03. | Arantxa Sánchez Vicario Helena Suková    | Sieg            |
| 04. | Lori McNeil Rennae Stubbs                | Viertelfinale   |
| 05. | Pam Shriver Elizabeth Smylie             | Achtelfinale    |
| 06. | Mary Joe Fernández Zina Garrison-Jackson | Rückzug         |
| 07. | Jill Hetherington Kathy Rinaldi          | 2. Runde        |
| 08. | Katrina Adams Manon Bollegraf            | Achtelfinale    |

| Nr. | Paarung                                     | Erreichte Runde |
| --- | ------------------------------------------- | --------------- |
| 09. | Amanda Coetzer Inés Gorrochategui           | Finale          |
| 10. | Sandra Cecchini Patricia Tarabini           | Viertelfinale   |
| 11. | Patty Fendick Meredith McGrath              | Achtelfinale    |
| 12. | Magdalena Maleewa Manuela Maleeva-Fragnière | 1. Runde        |
| 13. | Jewgenija Manjukowa Leila Mes’chi           | 2. Runde        |
| 14. | Debbie Graham Brenda Schultz                | Achtelfinale    |
| 15. | Elna Reinach Julie Richardson               | Viertelfinale   |
| 16. | Mercedes Paz Caroline Vis                   | 1. Runde        |

## Mixed
Sieger:  Helena Suková und  Todd Woodbridge
Finalgegner:  Martina Navratilova und  Mard Woodforde
Endstand: 6:3, 7:66
Setzliste
| Nr. | Paarung                            | Erreichte Runde |
| --- | ---------------------------------- | --------------- |
| 01. | Todd Woodbridge Helena Suková      | Sieg            |
| 02. | Mark Woodforde Martina Navratilova | Finale          |
| 03. | Mark Kratzmann Natallja Swerawa    | Viertelfinale   |
| 04. | John Fitzgerald Elizabeth Smylie   | Achtelfinale    |

| Nr. | Paarung                          | Erreichte Runde |
| --- | -------------------------------- | --------------- |
| 05. | Patrick Galbraith Kathy Rinaldi  | Halbfinale      |
| 06. | Sergio Casal Conchita Martínez   | Halbfinale      |
| 07. | Rick Leach Zina Garrison-Jackson | 1. Runde        |
| 08. | Tom Nijssen Manon Bollegraf      | Viertelfinale   |

## Juniorinneneinzel
Setzliste
| Nr. | Spielerin                   | Erreichte Runde |
| --- | --------------------------- | --------------- |
| 01. | Nino Louarsabishvili        | Achtelfinale    |
| 02. | Maria-Francesca Bentivoglio | Sieg            |
| 03. | Janet Lee                   | 1. Runde        |
| 04. | Julie Steven                | Halbfinale      |
| 05. | Mariana Díaz-Oliva          | 1. Runde        |
| 06. | Rita Grande                 | Viertelfinale   |
| 07. | Adriana Serra Zanetti       | Achtelfinale    |
| 08. | Sonya Jeyaseelan            | Viertelfinale   |

| Nr. | Spielerin          | Erreichte Runde |
| --- | ------------------ | --------------- |
| 09. | Nicole London      | 1. Runde        |
| 10. | Dally Randriantefy | Viertelfinale   |
| 11. | Anne Kremer        | 2. Runde        |
| 12. | Amber Basica       | 1. Runde        |
| 13. | Karin Miller       | Achtelfinale    |
| 14. | Cristina Moros     | 2. Runde        |
| 15. | Yuka Yoshida       | Finale          |
| 16. | Hiroko Mochizuki   | Achtelfinale    |